# خوان فورلين
خوان دانييل فورلين (بالإسبانية: Juan Daniel Forlín)‏ (مواليد 10 يناير 1988 في ريكونكويستا، سانتا في - الأرجنتين) لاعب كرة قدم أرجنتيني يلعب حاليا لصالح نادي الدرجة الأولى إسبانيول الإسباني منذ 2009 في مركز قلب الدفاع .

## روابط خارجية
- خوان فورلين على موقع رابطة كرة القدم اليابانية للمحترفين (اليابانية)
- خوان فورلين على موقع قاعدة بيانات كرة القدم.إي يو (الإنجليزية)
- خوان فورلين على موقع Soccerway.com (الإنجليزية)
- خوان فورلين على موقع عالم كرة القدم.نت (الإنجليزية)
- خوان فورلين على موقع كووورة
- خوان فورلين على موقع AS.com (الإسبانية)